# Crown King
Crown King aussi épelé Crownking est une communauté non-incorporée située dans le comté de Yavapai dans l'État de l'Arizona aux États-Unis. La population y était de 133 habitants lors du recensement de 2000. Le toponyme de la communauté a été repris de celui de la mine Crowned King, mais le nom fut raccourci en Crown King en 1888. La mine est fermée depuis les années 1950. Depuis, la seule source d'économie de Crown King est le tourisme.

## Annexe